# David G. Allan
David George Allan (* 6. September 1958 in Nakuru, Kenia), häufig auch David Allan oder David G. Allan zitiert, ist ein südafrikanischer Ornithologe und Naturschützer. Sein Forschungsinteresse an Vögeln ist breit gefächert und umfasst Greifvögel, Kraniche, Trappen, pelagische Seevögel, gefährdete Graslandvögel des Highveld, Wasservögel, Vögel des Hochlands von Lesotho, Vogelbeobachtung, geografische Variationen von Vögeln und Vogelbestimmung.

## Leben
Allan zog 1967 nach Johannesburg. Von 1979 bis 1985 war er Naturschutzbeauftragter und von 1985 bis 1987 Naturschutzwissenschaftler bei der Naturschutzabteilung der Provinzregierung von Transvaal. Seine akademische Karriere begann mit einem Bachelor of Laws, den er 1981 an der Witwatersrand-Universität erwarb. 1985 erlangte er den Bachelor of Science in Zoologie an der Witwatersrand-Universität. Von 1987 bis 1990 war er Forschungsbeauftragter am Percy FitzPatrick Institute of African Ornithology der Universität Kapstadt. Von 1990 bis 1996 war er wissenschaftlicher Leiter bei der Avian Demography Unit der Universität Kapstadt. 1994 graduierte er zum Master of Science mit der Auszeichnung cum laude an der Universität Kapstadt. Seine Prüfschrift trägt den Titel Aspects of the biology and conservation status of the blue crane Anthropoides paradiseus, and the Ludwig’s Neotis ludwigii and Stanley’s N. denhami stanleyi bustards in Southern Africa, die er unter der Leitung von Phil Hockey verteidigte. Seit 1996 ist Allan Kurator und Leiter der Ornithologischen Abteilung am Durban Natural Science Museum.
Allans Bibliographie umfasst 692 Veröffentlichungen, darunter 227 eher formale wissenschaftliche Publikationen und 465 semipopulärwissenschaftliche oder populärwissenschaftliche Schriften, die sich fast ausschließlich mit der Ornithologie befassen. Er verfasste Artenbeiträge für Vogelhandbücher, darunter für die Werke The Atlas of Southern African Birds (zwei Bände), Roberts’ Birds of Southern Africa, The Ultimate Companion for Birding in Southern Africa, Handbook of the Birds of the World (Kapitel über die Brillenwürger in Band 14) und regionaler Roter Listen. Er schreibt regelmäßig für African Birdlife, dem Magazin von BirdLife South Africa, und verfasste über einen Zeitraum von fünf Jahren eine regelmäßige Kolumne für die Zeitschrift. Er war Redakteur mehrerer Zeitschriften und Newsletter, darunter die Durban Natural Science Museum Novitates (1997 bis heute), GABAR/Journal of African Raptor Biology (Chefredakteur von 1992 bis 1997) und KZN Birds, dem Newsletter der KwaZulu-Natal-Zweigstelle von BirdLife South Africa (von 2004 bis 2007). Er ist einer von drei Herausgebern der Online-Zeitschrift Afrotropical Bird Biology, die von der Bibliotheksabteilung der Universität Kapstadt herausgegeben wird.

## Mitgliedschaften und Ehrungen
Von 1994 bis 1996 war Allan Mitglied im Lenkungsausschuss der BirdLife International African Important Bird Areas. Von 1996 bis 1998 war er Vorsitzender des wissenschaftlichen Komitees von BirdLife South Africa. Seit 1996 ist er wissenschaftlicher Mitarbeiter auf Honorarbasis an der Universität Kapstadt. 1998 war Mitglied des Organisationskomitees für den 22. International Ornithological Congress in Durban. Von 2001 bis 2003 war er Vorsitzender von BirdLife Port Natal. Zudem ist er Mitglied der Arbeitsgruppen für Bartgeier und Greifvögel sowie seit 2006 der Arbeitsgruppe des Endangered Wildlife Trust. Von 2007 bis 2011 war er Mitglied des Organisationsausschusses für das Southern African Bird Atlas Project und von 2007 bis 2018 des Nationalen Raritätenkomitees von BirdLife South Africa. Seit 2010 ist er Mitglied des Listenkomitees von BirdLife South Africa. 2021 erhielt er die Gill Memorial Medal von BirdLife South Africa, die seit 1960 für außerordentliche ornithologische Leistungen vergeben wird und nach dem südafrikanischen Ornithologen Leonard Gill (1877–1956) benannt ist.

## Schriften
- Warwick R. Tarboton & David G. Allan: The status and conservation of birds of prey in the Transvaal. (= Transvaal Museum Monographs 3), Pretoria 1984
- David G. Allan: A photographic guide to birds of prey of southern, central and east Africa. New Holland Publishers, London 1996
- James A. Harrison, David G. Allan, Les G. Underhill, Marc Herremans, A. J. Tree, V. Parker & C. J. Brown (Hrsg.): The atlas of southern African birds. Band 1: Non-passerines. BirdLife South Africa, Johannesburg 1997
- James A. Harrison, David G. Allan, Les G. Underhill, Marc Herremans, A. J. Tree, V. Parker & C. J. Brown (Hrsg.): The atlas of southern African birds. Band 2: Passerines. BirdLife South Africa, Johannesburg 1997
- Hugh Chittenden, David G. Allan & Ingrid Weiersbye: Geographic variation of southern African birds. John Voelcker Bird Book Fund, Cape Town 2012
- Daniel Dolpire & David G. Allan: The sentinels – cranes of South Africa. HPH Publishing, Johannesburg 2018